# Balogh Gyula (író)
Balogh Gyula (Berettyóújfalu, 1972. november 6. –) pedagógus, költő. 
1996-ban magyar–történelem szakos tanári diplomát, majd 2010-ben minőségfejlesztő tanári egyetemi oklevelet szerzett. A következő évben egyhónapos USA-tanulmányúton vett részt, ahol négy amerikai nagyváros összesen kilenc egyetemén volt vendéghallgató.
Pedagógiai munkásságának eredményeként 2008-ban Cigányságért Emlékplakettet vehetett át a Parlamentben. 
Munkája mellett ír verseket, prózákat, esszéket, valamint kiadványokat szerkeszt. Művei számos szépirodalmi antológiában és folyóiratban megjelentek.

## Közös kiadvány
- Balogh Gyula–Bíró Gyula–Kocsis Csaba: Az utolsó párttitkár (Bihari Irodalmi Társaság, Berettyóújfalu, 2005)
- Balogh Gyula–Bíró Gyula–Kocsis Csaba: Árnyékban nő a nagy uborka (Oberhauser László Társaság, Berettyóújfalu, 2006)
- Balogh Gyula–Bíró Gyula–Kocsis Csaba: Folyékony kenyér (OLT, Berettyóújfalu, 2007)
- Balogh Gyula–Bíró Gyula–Kocsis Csaba: A magányos asszony (OLT, Berettyóújfalu, 2008)
- Balogh Gyula–Bíró Gyula–Kocsis Csaba: Az örömökön túl (OLT, Berettyóújfalu, 2009)
- Balogh Gyula–Bíró Gyula–Kocsis Csaba: A vessző mindig jön (OLT, Berettyóújfalu, 2010)
- Balogh Gyula–Bíró Gyula–Kocsis Csaba: A hetedik... Elbeszélések; Oberhauser László Társaság, Berettyóújfalu, 2011
- Balogh Gyula–Bíró Gyula–Kocsis Csaba: Az utolsó párttitkár és más történetek; Concord Media Jelen, Arad, 2012 (Irodalmi jelen könyvek)

## Kötetei
- Mécsvirág, versek, Nagyrábé, 1998
- Aszfaltozott mennybolt, versek, Barbaricum Kiadó, Karcag, 2003